# Friedrich Leibacher
Friedrich Leibacher (Zugo, 21 luglio 1944 – Zugo, 27 settembre 2001) è stato un criminale svizzero.

## La strage di Zugo
Il 27 settembre 2001, armato con un fucile d'assalto tipo SIG PE 90, Leibacher fece irruzione nell'aula del parlamento del Canton Zugo, aprendo il fuoco e uccidendo quattordici persone (tre Consiglieri di Stato e undici Gran Consiglieri) e ferendone altre quindici prima di togliersi la vita a sua volta. La strage di Zugo, così chiamata dai giornali, rappresenta il più tragico fatto di sangue avvenuto nella Svizzera moderna.
Secondo le ricostruzioni la furia omicida venne scatenata da un contenzioso riguardante un ricorso amministrativo, anche se già nel 1996 al soggetto era stato diagnosticato un disturbo della personalità con sospetto di alcolismo e demenza. Il fatto di sangue diede avvio ad una serie di dibattiti a livello nazionale riguardanti la sicurezza e l'accesso alle armi da fuoco. Molti altri parlamenti cantonali presero quasi subito provvedimenti per potenziare i controlli all'interno dei propri edifici. Quello di Zugo, infatti, non era dotato di particolari misure di sicurezza e al killer bastò camuffarsi da poliziotto per portare in aula un fucile semiautomatico e compiere una strage.
A livello federale la disgrazia ha innescato una profonda riflessione sull'opportunità o meno di abolire la normativa che impone ai soldati svizzeri (e nel caso specifico si tratta di militi di un esercito a leva obbligatoria composto da i cittadini maschi ritenuti idonei al servizio) di conservare armi e munizioni in casa.